# Lăng Vĩnh Hưng
Lăng Vĩnh Hưng là lăng mộ Từ Mẫn Hiếu Triết Hoàng hậu Châu Thị Viên (1625-1684), chánh phi của Hiền vương Nguyễn Phúc Tần, tọa lạc tại làng An Ninh, phường Thủy Bằng, quận Thuận Hóa, Huế.

## Lịch sử
Năm Giáp Tý (1684), ngày 21 tháng 11 (âm lịch), bà Châu Thị Viên qua đời, thọ 60 tuổi. Chúa Hiền truy tặng cho bà làm Tán Quốc Chánh phu nhân.
Năm Giáp Tý (1744), Vũ vương Nguyễn Phúc Khoát gia tặng cho bà làm Từ Mẫn Chiêu Thánh Trang Liệt Trang phi.
Lăng mộ của bà bị quật phá dưới thời Tây Sơn và năm 1808 được vua Gia Long xây lại và đặt tên là lăng Vĩnh Hưng (nay thuộc phường Thủy Bằng, quận Thuận Hóa, Huế)
Năm Gia Long thứ 5 (1806), vua truy tôn cho bà làm Từ Mẫn Chiêu Thánh Cung Tĩnh Trang Thận Hiếu Triết Hoàng Hậu, phối thờ cùng Thái Tông Nguyễn Phúc Tần tại Thái Miếu, ở án thứ hai bên trái.